# Řízení změn
Řízení změn je činnost (metodika, proces) jejímž cílem je usnadnit a urychlit průběh změny tak, aby bylo možné efektivně realizovat zvolenou strategii a urychlit získání výnosů z vložených investic. Řízení změn se jako samostatná manažerská disciplína objevila v průběhu 70. let 20. století.
Účinné dosažení změny předpokládá splnění více předpokladů a podmínek. K nejdůležitějším patří znalost metodiky provádění změn a manažerské schopnosti k účinnému řízení zamýšlené změny.

## Řízení změn obecně
U změn rozeznáváme Vnitřní a vnější faktory. Mezi vnější faktory změn patří například: Konkurence, legislativa, akvizice, globalizace, změny v demografickém složení obyvatelstva a mnoho dalších. K vnitřním faktorům pak lze řadit například: personální politika firmy, organizační či technologické změny a podobně.

### Základní etapy procesu změny
- Strategická analýza
- Analýza silového pole
- Vytvoření modelu
- Stanovení klíčové osoby řízení změny
- Identifikace intervenčních polí
- Implementace změny jako takové
- Verifikace výsledků

### Lewin-Scheinův model změny
- Rozmrazení (Vybudování motivací pro změnu, poskytování informací, Změny postojů)
- Posun (Monitorování procesu posunu, Organizace procesu přesunu)
- Zamrazení (Nastolení rovnováhy, nové normy a koncepce)

### Model řízení změny dle Kottera
John Kotter navrhl osmistupňový model řízení změny. Jednotlivé fáze změny jsou označeny následovně:
1. Vytvoření pocitu naléhavosti změny
2. Sestavení vedoucího týmu
3. Formulace vize
4. Nábor dobrovolníků podporující vizi
5. Umožnění akce odstraněním překážek
6. Tvorba rychlých úspěchů
7. Vytrvání ve změnách
8. Upevnění dosažených změn

## Změna při řízení projektů
Z pohledu řízení projektů je řízení změn důležitý proces. Všechny metodiky vedení projektů řízení změn učí a většina certifikací projektového manažera toto téma zahrnuje do certifikační zkoušky. Například Národní standard kompetencí projektového řízení jej řadí k technickým kompetencím projektového manažera.

### ČSN ISO 10 007
Definice procesu řízení změn na obecné úrovni:
- 1. Fáze: Identifikace změny

podnět
zpracování a předložení požadavku
analýza změny
schválení nebo neschválení změny
- 2. Fáze: Implementace

zavedení změny
monitorování změny
- 3. Fáze: Ukončení

Vyhodnocení
Uzavření

## Změny dle ITIL
ITIL (Information Technology Infrastructure Library), veřejně dostupný rámec, který vychází ze zkušeností mnoha společností na celém světě a který představuje určitý mezinárodní standard pro řízení služeb v oblasti informačních technologií řadí správu změn do části Přechodu služeb (Servis Transition). ITIL definuje správu změn jako proces odpovědný za řízení životního cyklu všech změn. Primárním cílem správy změn je umožnit realizaci prospěšných změn při minimálním narušení služeb IT.